# Світлана Бойкович
Світлана «Цеца» Бойкович (серб. Светлана "Цеца" Бојковић; *14 грудня 1947, Белград) — сербська акторка.

## Фільмографія
- Јednog dana moj Jamele (1967)
- Pod staklenim zvonom (1967)
- Ljubitelj golubova (1968)
- Prvoklasni haos (1968)
- Ledeno ljeto (1968)
- Veličanstveni rogonja (1969)
- Obična priča (1969)
- Preko mrtvih (1969) — Ольга
- Јednog dana ljubav (1969)
- Tri serenade (1969)
- Krčma na glavnom drumu (1967)
- Protekcija (1970) — Draginja
- Omer i Merima (1970)
- Djido (фільм) (1970) — Любіца
- Rodjaci (серіал) (1970) — Ана
- Selo bez seljaka (1970)
- Vežbe iz gadjanja (1971)
- Čedomir Ilić (1971) — Višnja Lazarević
- Kuda idu divlje svinje (серіал) (1971) Віра
- Sami bez andjela (1972)
- Afera nedužne Anabele (1972)
- Amfitrion 38 (1972)
- Čučuk Stana (фільм)(1972)
- Izdanci iz opaljenog grma (1972)
- Nesreća (1973)
- Poslednji (1973)
- Hotel za ptice (1973)
- Naše priredbe (1973) — Стела Будічін
- Obraz uz obraz (1973) — Цеца
- Pozorište u kući 2 (серіал) (1973) — Беба
- Mister dolar (фільм) (1974)
- Zakletva (фільм) (1974)
- Brak, sveska prva (1974)
- Dimitrije Tucović (серіал) (1974) — Доброслава Джорджевіч
- Lepeza ledi Vindemir (1975)
- Otpisani (серіал) (1975) — Олівера
- Dragi, budi mi nepoznat (1975)
- Arandjelov udes (1976)
- Izgubljena sreća (1976) — Desa
- Čast mi je pozvati vas (1976)
- Pas koji je voleo vozove (фільм) (1977) — Міка[3]
- Јedan dan (1977)
- Žena na kamenu (1977)
- Nikola Tesla (серіал) (1977) — Кетрін Джонсон
- Misao (1978)
- Pučina (1978)
- Igra u dvoje (1978)
- Povratak otpisanih (серіал) (1978) — Стана
- Beogradska razglednica 1920 (1980)
- Pozorišna veza (1980)
- Sunce (фільм) (1980)
- Crvena kraljica (1981) — Магда Міхайловіч
- Neka druga žena (1981) — Danica
- Svetozar Marković (серіал) (1981)
- Tri sestre (1982)
- Sumrak (1983)
- Poslednje sovuljage i prvi petli (1983)
- Halo taksi (фільм) (1983)
- Ljetovanje na jugu (1983)
- X+Y=0 (1983) — Місіс Y
- Priče iz fabrike (1983) — Світлана Пашіч
- Neozbiljni Branislav Nušić (1986)
- Вуковар: Одна історія (1994)